# Dee Clark

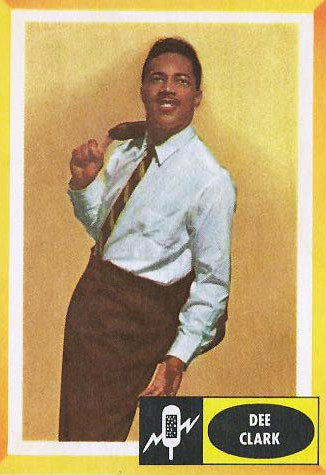
Dee Clark 1960.

Dee Clark, född 7 november 1938 i Blytheville, Arkansas, död 7 december 1990 i Smyrna, Georgia, var en amerikansk R&B-sångare. Clark skivdebuterade som medlem i gruppen Kool Gents 1956. Året därpå påbörjade han en solokarriär som sångare. Sin första hit fick han med låten "Nobody But You", utgiven 1958. Han hade sedan ett flertal halvstora hits med låtarna "Just Keep It Up", "Hey Little Girl" och "How About That". Hans största hit "Raindrops" nådde andraplatsen på amerikanska singellistan 1961. Den blev dock också hans sista framgång då kommande singlar floppade. 1975 gjorde han oväntad comeback med discolåten "Ride a Wild Horse" som nådde sextondeplatsen på UK Singles Chart.